# Auberge (album)
Auberge è un album del cantante britannico Chris Rea, pubblicato dall'etichetta discografica East West nell'aprile 1991.

## Tracce
1. Auberge
2. Gone Fishing
3. You're Not a Number
4. Heaven
5. Set Me Free
6. Winter Song (non contenuto nell'edizione originale dell'album)
7. Red Shoes
8. Sing a Song of Love to Me
9. Every Second Counts
10. Looking for the Summer
11. And You My Love
12. The Mention of Your Name